# Liz Taylor et Richard Burton : Les Amants terribles
Liz Taylor et Richard Burton : Les Amants terribles (Burton and Taylor) est un téléfilm britannique réalisé par Richard Laxton, diffusé en 2013.

## Fiche technique
- Réalisation : Richard Laxton
- Scénario : William Ivory
- Photographie : David Katznelson
- Musique : John Lunn
- Durée : 82 minutes
- Dates de diffusion : 
  -  : le 22 juillet 2013 sur BBC Four
  -  : le 25 avril 2014 sur Arte

## Distribution
- Dominic West (V.F. : Arnaud Arbessier) : Richard Burton
- Helena Bonham Carter (V.F. : Laurence Bréheret) : Elizabeth Taylor
- Greg Hicks : Zev Bufman
- Lenora Crichlow : Chen Sam
- Lucille Sharp : Liza Todd Burton
- Stanley Townsend (en) : Milton Katselas
- Sarah Hadland : Kathryn Walker
- William Hope : John Cullum

## Distinctions

### Nominations
- British Academy Television Awards 2014 :
  - Meilleur acteur pour Dominic West
  - Meilleure actrice pour Helena Bonham Carter